# أولاد هلال
أولاد هلال بلدية بدائرة أولاد عنتر ولاية المدية الجزائرية.